# Warrick Holdman
(en) Statistiques sur pro-football-reference
Warrick Donte Holdman (né le 22 novembre 1975 à Alief) est un joueur américain de football américain.

## Enfance
Holdman étudie à la Alief Elsik High School. Jouant au football américain, il est nommé All-American par le magazine SuperPrep. Il est aussi considéré comme un des meilleurs linebacker du pays après avoir fait 151 tacles et trois sacks lors de sa dernière année lycéenne.

## Carrière

### Université
Il entre à la Texas A&M University pour suivre des études de médecine. Parallèlement, il joue pour l'équipe de football américain des Aggies et impressionne à ce poste. Petit à petit, au fil des saisons, il arrive à se faire une place au sein de l'équipe. Il participe au Cotton Bowl 1998 où son équipe est défaite. Lors de sa dernière saison, il fait quatre-vingt-quinze tacles, huit passes déviées, sept sacks, cinq fumbles provoqués, deux recouverts et une interception. Sur l'ensemble de son passage à l'université, il totalise 294 tacles, pour une perte de 46 yards, 16.5 sacks et sept fumbles provoqués.

### Professionnel
Warrick Holdman est sélectionné au quatrième tour du draft de la NFL de 1999 par les Bears de Chicago au 106e choix. Pour sa première saison professionnel (rookie), il joue surtout en équipe spéciale mais est aligné à divers reprises au poste dans des actions de jeu. En 2000, il décroche sa place de titulaire qu'il ne quitte plus pendant deux saisons. Néanmoins, après les quatre premiers matchs de la saison, le linebacker déclare forfait pour le reste de la saison à cause d'une blessure au genou. Il revient en 2003, toujours comme titulaire.
Lors de la off-season 2004, le 16 avril 2004, il est échangé aux Browns de Cleveland où il fait une saison plutôt moyenne, malgré son poste de titulaire. Holdman n'y reste qu'une seule saison. Il signe avec les Redskins de Washington en 2005 où il fait une première année majoritairement comme remplaçant avant de faire une saison 2006 comme titulaire.
Après l'expiration de son contrat, Holdman signe avec les Broncos de Denver pour une année mais il n'apparaît à aucun match de l'équipe.

## Palmarès
- Mention honorable All-American 1998 par College Sports News
- Équipe de la conférence Big 12 1998